# Jüdischer Friedhof (Alverdissen)

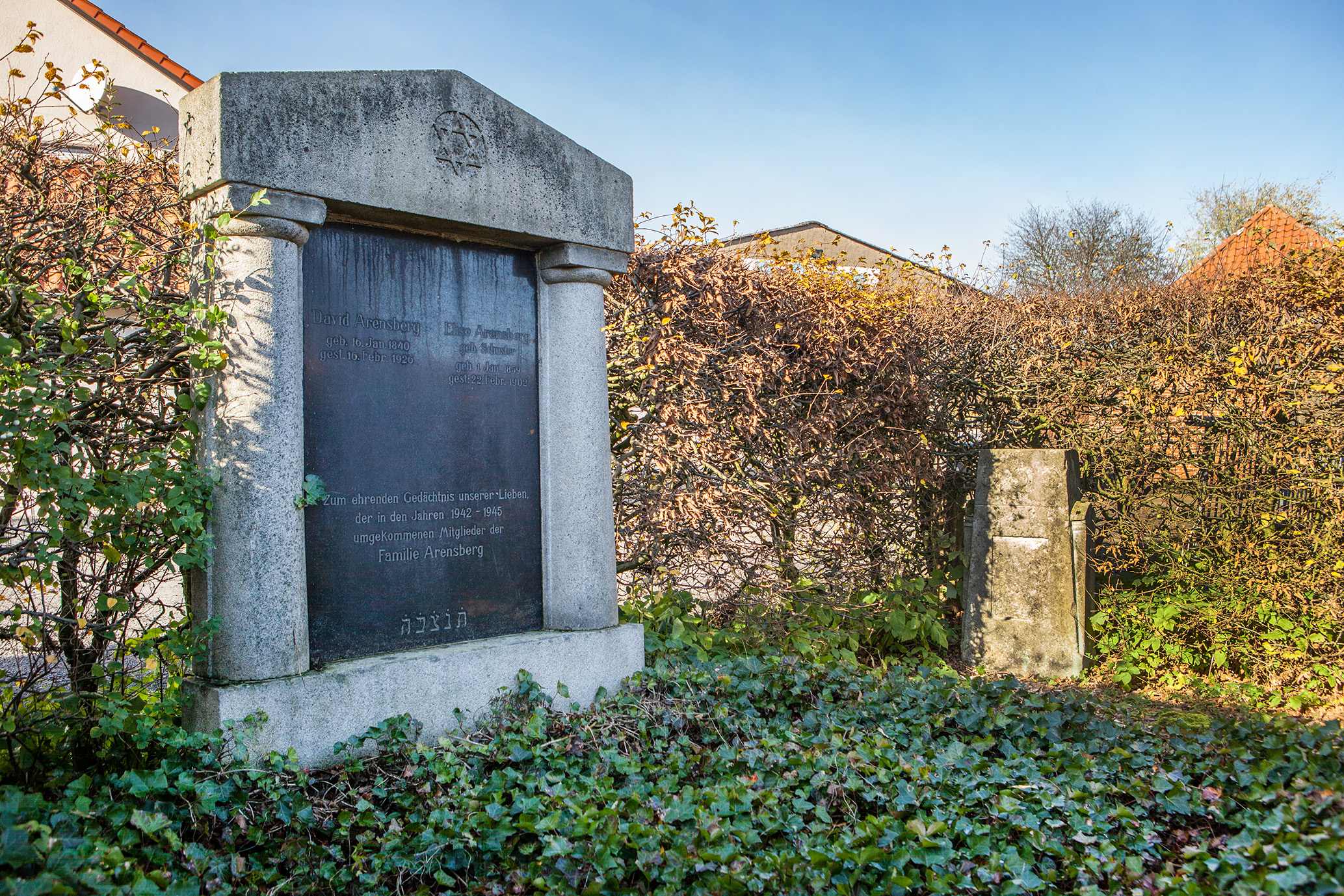
Die zwei Grabsteine des Friedhofs

Der Jüdische Friedhof in Alverdissen, einem Ortsteil von Barntrup im Kreis Lippe in Nordrhein-Westfalen, wurde vermutlich im 18. Jahrhundert errichtet. Der jüdische Friedhof ist ein geschütztes Baudenkmal.

## Geschichte
Die genaue Entstehung des Friedhofs, der am Südhagen liegt, ist nicht bekannt. Der Begründer der Arensbergischen Stiftungen, deren Erträge jüdischen und christlichen Armen zugutekamen, wurde 1893 auf dem Friedhof begraben. Die Vereinigten Arensbergischen Stiftungen bestanden noch 1935/36. Zu diesem Zeitpunkt war laut Moritz Rülf „der recht alte Friedhof in ordentlichem Zustand“. Schon zwei Jahre zuvor war die seit Jahrzehnten nicht mehr benutzte und baufällige Synagoge Alverdissens im Auftrag des einzigen dort wohnenden Juden Gustav Arensberg abgerissen worden. Auf dem Gelände der ehemaligen Synagoge hatte Gustav Arensberg einen Garten angelegt, den er durch Zukauf von 20 m² in den Jahren 1935/36 abrundete. Sowohl dieser Garten als auch der Friedhof waren zu dieser Zeit im Eigentum der jüdischen Gemeinde. 1937 kamen die Synagogengemeinden Alverdissen und Silixen zu Bösingfeld. Der Friedhof wurde bis 1942 belegt. Heute sind nur noch zwei Grabsteine (Mazewot) vorhanden.